# Андріївський (Брединський район)
Андріївський (рос. Андреевский) — селище у Брединському районі Челябінської області Російської Федерації.
Входить до складу муніципального утворення Андріївське сільське поселення. Населення становить 1440 осіб (2010).

## Історія
Населений пункт належав до Оренбурзької губернії. Від 4 листопада 1929 року належить до Брединського району Челябінської області.
Згідно із законом від 13 вересня 2004 року органом місцевого самоврядування є Андріївське сільське поселення.

## Населення
| 2002 | 2010  |
| ---- | ----- |
| 1411 | ↗1440 |